# Finale wereldkampioenschap voetbal 1994
De finale van het wereldkampioenschap voetbal 1994 was de 15e editie van de voetbalwedstrijd die gespeeld werd in het kader van het FIFA Wereldkampioenschap. De wedstrijd vond plaats op 17 juli 1994 tussen Brazilië en Italië. De finale werd gespeeld in het Rose Bowl Stadium in Pasadena.
Na een redelijk geslaagd toernooi viel de finale tegen. Beide teams speelden niet vol op de aanval en maakten een vermoeide indruk, zo was bij Italië Roberto Baggio nauwelijks fit. Een meevaller voor de Italianen was de inbreng van aanvoerder Franco Baresi, die tijdens het toernooi een geslaagde operatie aan zijn meniscus onderging. De beste kans in de eerste helft was voor Italië via Daniele Massaro, in de tweede helft was de beste kans voor Brazilië, toen doelman Gianluca Pagliuca grabbelde bij een afstandsschot van Mauro Silva en de bal via Pagliuca op de paal belandde. Bij Brazilië ging als altijd de meeste dreiging uit van Romário, al was zijn spel nu minder fonkelend. In de verlenging hadden de Brazilianen wat betere kansjes, bij de Italianen was de beste kans voor Roberto Baggio, die geveld door kramp miste. Tijdens de strafschoppenserie hadden beide teams eerst een misser, Franco Baresi schoot hoog over en de strafschop van Marcio Santos werd gestopt. Na een nieuwe misser van Massaro mocht Roberto Baggio niet missen, maar hij schoot huizenhoog over, de strafschop ging de geschiedenis in als een van de beroemdste ooit. Brazilië was voor de eerste keer sinds 1970 wereldkampioen, al was het spel voor Braziliaanse begrippen aan de zakelijke kant.

## Route naar de finale
| Land      | Wed | W | G | V | DV | DT | Ptn |
| --------- | --- | - | - | - | -- | -- | --- |
| Brazilië  | 8   | 5 | 2 | 1 | 20 | 4  | 12  |
| Bolivia   | 8   | 5 | 1 | 2 | 22 | 11 | 11  |
| Uruguay   | 8   | 4 | 2 | 2 | 10 | 7  | 10  |
| Ecuador   | 8   | 1 | 3 | 4 | 7  | 7  | 5   |
| Venezuela | 8   | 1 | 0 | 7 | 4  | 34 | 2   |

| Nr | Land        | Wed | W | G | V | DV | DT | Ptn |
| -- | ----------- | --- | - | - | - | -- | -- | --- |
| 1  | Italië      | 10  | 7 | 2 | 1 | 22 | 7  | 16  |
| 2  | Zwitserland | 10  | 6 | 3 | 1 | 23 | 6  | 15  |
| 3  | Portugal    | 10  | 6 | 2 | 2 | 18 | 5  | 14  |
| 4  | Schotland   | 10  | 4 | 3 | 3 | 14 | 13 | 11  |
| 5  | Malta       | 10  | 1 | 1 | 8 | 3  | 23 | 3   |
| 6  | Estland     | 10  | 0 | 1 | 9 | 1  | 27 | 1   |

| Land     | Wed | Win | Gel | Ver | DV | DT | +/− | Pnt |
| -------- | --- | --- | --- | --- | -- | -- | --- | --- |
| Brazilië | 3   | 2   | 1   | 0   | 6  | 1  | 5   | 7   |
| Zweden   | 3   | 1   | 2   | 0   | 6  | 4  | 2   | 5   |
| Rusland  | 3   | 1   | 0   | 2   | 7  | 6  | 1   | 3   |
| Kameroen | 3   | 0   | 1   | 2   | 3  | 11 | -8  | 1   |

| Land      | Wed | Win | Gel | Ver | DV | DT | +/− | Pnt |
| --------- | --- | --- | --- | --- | -- | -- | --- | --- |
| Mexico    | 3   | 1   | 1   | 1   | 3  | 3  | 0   | 4   |
| Ierland   | 3   | 1   | 1   | 1   | 2  | 2  | 0   | 4   |
| Italië    | 3   | 1   | 1   | 1   | 2  | 2  | 0   | 4   |
| Noorwegen | 3   | 1   | 1   | 1   | 1  | 1  | 0   | 4   |

## Wedstrijddetails
|                                           |                                    |              |                                       |                                                                                  |
| 17 juli 1994 12:35 PDT «onderlinge duels» | Brazilië                           | 0 – 0 (n.v.) | Italië                                | Rose Bowl, Pasadena Toeschouwers: 94.194 Scheidsrechter: Sándor Puhl (Hongarije) |
| 17 juli 1994 12:35 PDT «onderlinge duels» |                                    |              |                                       | Rose Bowl, Pasadena Toeschouwers: 94.194 Scheidsrechter: Sándor Puhl (Hongarije) |
| 17 juli 1994 12:35 PDT «onderlinge duels» | Strafschoppen                      |              |                                       | Rose Bowl, Pasadena Toeschouwers: 94.194 Scheidsrechter: Sándor Puhl (Hongarije) |
| 17 juli 1994 12:35 PDT «onderlinge duels» | Márcio Santos Romário Branco Dunga | 3 – 2        | Baresi Albertini Evani Massaro Baggio | Rose Bowl, Pasadena Toeschouwers: 94.194 Scheidsrechter: Sándor Puhl (Hongarije) |

| Brazilië | Italië |

| Brazilië:               |    |                  |         |
|                         |    |                  |         |
| GK                      | 1  | Claudio Taffarel |         |
| RB                      | 2  | Jorginho         | 21'     |
| CB                      | 13 | Aldair           |         |
| CB                      | 15 | Márcio Santos    |         |
| LB                      | 6  | Branco           |         |
| RM                      | 17 | Mazinho          | 4'      |
| CM                      | 5  | Mauro Silva      |         |
| CM                      | 8  | Dunga            |         |
| LM                      | 9  | Zinho            | 106'    |
| CF                      | 11 | Romário          |         |
| CF                      | 7  | Bebeto           |         |
| Wisselspelers:          |    |                  |         |
| DF                      | 14 | Cafú             | 21' 87' |
| FW                      | 21 | Viola            | 106'    |
| Coach:                  |    |                  |         |
| Carlos Alberto Parreira |    |                  |         |

| Italië:        |    |                    |         |
|                |    |                    |         |
| GK             | 1  | Gianluca Pagliuca  |         |
| RB             | 8  | Roberto Mussi      | 35'     |
| CB             | 6  | Franco Baresi      |         |
| CB             | 5  | Paolo Maldini      |         |
| LB             | 3  | Antonio Benarrivo  |         |
| RM             | 14 | Nicola Berti       |         |
| CM             | 13 | Dino Baggio        | 95'     |
| CM             | 11 | Demetrio Albertini | 42'     |
| LM             | 16 | Roberto Donadoni   |         |
| CF             | 10 | Roberto Baggio     |         |
| CF             | 19 | Daniele Massaro    |         |
| Wisselspelers: |    |                    |         |
| DF             | 2  | Luigi Apolloni     | 35' 41' |
| MF             | 17 | Alberigo Evani     | 95'     |
| Coach:         |    |                    |         |
| Arrigo Sacchi  |    |                    |         |

A-internationals · Selecties · CBF · Braziliaans vrouwenelftal · Olympisch elftal · Bondscoaches
1910 – 1919 · 
1920 – 1929 · 
1930 – 1939 · 
1940 – 1949 · 
1950 – 1959 · 
1960 – 1969 · 
1970 – 1979 · 
1980 – 1989 · 
1990 – 1999 · 
2000 – 2009 · 
2010 – 2019 · 
2020 – 2029
WK 1930 · 
WK 1934 · 
WK 1938 · 
WK 1950 · 
WK 1954 · 
WK 1958 · 
WK 1962 · 
WK 1966 · 
WK 1970 · 
WK 1974 · 
WK 1978 · 
WK 1982 · 
WK 1986 · 
WK 1990 · 
WK 1994 · 
WK 1998 · 
WK 2002 · 
WK 2006 · 
WK 2010 · 
WK 2014 · 
WK 2018 · 
WK 2022
OS 1952 · 
OS 1960 · 
OS 1964 · 
OS 1968 · 
OS 1972 · 
OS 1976 · 
OS 1984 · 
OS 1988 · 
OS 1996 · 
OS 2000 · 
OS 2008 · 
OS 2012 · 
OS 2016 · 
OS 2020
1914 · 
1915 · 
1916 · 
1917 · 
1918 · 
1919 · 
1920 · 
1921 · 
1922 · 
1923 · 
1924 · 
1925 · 
1926 · 
1927 · 
1928 · 
1929 · 
1930 · 
1931 · 
1932 · 
1933 · 
1934 · 
1935 · 
1936 · 
1937 · 
1938 · 
1939 · 
1940 · 
1941 · 
1942 · 
1943 · 
1944 · 
1945 · 
1946 · 
1947 · 
1948 · 
1949 · 
1950 · 
1951 · 
1952 · 
1953 · 
1954 · 
1955 · 
1956 · 
1957 · 
1958 · 
1959 · 
1960 · 
1961 · 
1962 · 
1963 · 
1964 · 
1965 · 
1966 · 
1967 · 
1968 · 
1969 · 
1970 · 
1971 · 
1972 · 
1973 · 
1974 · 
1975 · 
1976 · 
1977 · 
1978 · 
1979 · 
1980 · 
1981 · 
1982 · 
1983 · 
1984 · 
1985 · 
1986 · 
1987 · 
1988 · 
1989 · 
1990 · 
1991 · 
1992 · 
1993 · 
1994 · 
1995 · 
1996 · 
1997 · 
1998 · 
1999 · 
2000 · 
2001 · 
2002 · 
2003 · 
2004 · 
2005 · 
2006 · 
2007 · 
2008 · 
2009 · 
2010 · 
2011 · 
2012 · 
2013 · 
2014 · 
2015 · 
2016 · 
2017 · 
2018 ·
2019 ·
2020 ·
2021
Algerije ·
Andorra ·
Argentinië ·
Australië ·
België ·
Bolivia ·
Bosnië en Herzegovina ·
Bulgarije ·
Canada ·
Chili ·
China ·
Colombia ·
Congo-Kinshasa ·
Costa Rica ·
Denemarken ·
DDR ·
Duitsland ·
Ecuador ·
Egypte ·
El Salvador ·
Engeland ·
Estland ·
Finland ·
Frankrijk ·
Gabon ·
Ghana ·
Griekenland ·
Guatemala ·
Guinee ·
Haïti ·
Honduras ·
Hongarije ·
Hongkong ·
Ierland ·
IJsland ·
Irak ·
Iran ·
Israël ·
Italië ·
Ivoorkust ·
Jamaica ·
Japan ·
Joegoslavië ·
Kameroen ·
Kroatië ·
Letland ·
Litouwen ·
Luxemburg ·
Maleisië ·
Marokko ·
Mexico ·
Nederland ·
Nieuw-Zeeland ·
Nigeria ·
Noord-Ierland ·
Noord-Korea ·
Noorwegen ·
Oekraïne ·
Oman ·
Oostenrijk ·
Panama ·
Paraguay ·
Peru ·
Polen ·
Portugal ·
Qatar .
Roemenië ·
Rusland ·
Saoedi-Arabië ·
Senegal ·
Servië ·
Schotland ·
Slowakije ·
Sovjet-Unie ·
Spanje ·
Tanzania ·
Thailand ·
Tsjechië ·
Tsjecho-Slowakije ·
Tunesië ·
Turkije ·
Uruguay ·
Venezuela ·
Verenigde Arabische Emiraten ·
Verenigde Staten ·
Wales ·
Zambia ·
Zimbabwe ·
Zuid-Afrika ·
Zuid-Korea ·
Zweden ·
Zwitserland
Argentinië (1982) ·
Argentinië (2005) ·
Australië (1997) ·
Australië (2006) ·
België (2018) ·
Chili (2014) ·
China (2002) ·
Colombia (2014) ·
Costa Rica (2018) ·
Duitsland (2002) ·
Duitsland (2014) ·
Frankrijk (1998) ·
Frankrijk (2006) ·
Ghana (2006) ·
Hongarije (1954) ·
Italië (1970) ·
Italië (1982) ·
Italië (1994) ·
Japan (2006) ·
Kameroen (2014) ·
Kameroen (2022) ·
Kroatië (2006) ·
Kroatië (2014) ·
Kroatië (2022) ·
Mexico (1999) ·
Mexico (2014) ·
Mexico (2018) ·
Nederland (2014) ·
Portugal (2010) ·
Servië (2018) ·
Spanje (2013) ·
Tsjecho-Slowakije (1962, 2) ·
Turkije (2002, 1) ·
Uruguay (1950) ·
Verenigde Staten (2009, 2) ·
Zweden (1958) ·
Zwitserland (2018)
FIGC · A-internationals · Selecties · Bondscoaches · Italiaans vrouwenelftal · Olympisch elftal · Italië U21 · Italië U20 · Italië U19 · Italië U18 · Italië U17 · Italië U16 · Vrouwen U17
1910 – 1919 ·
1920 – 1929 ·
1930 – 1939 ·
1940 – 1949 ·
1950 – 1959 ·
1960 – 1969 ·
1970 – 1979 ·
1980 – 1989 ·
1990 – 1999 ·
2000 – 2009 ·
2010 – 2019 ·
2020 − 2029
EK's: 1968 · 
1980 · 
1988 · 
1996 · 
2000 · 
2004 · 
2008 · 
2012 · 
2016 ·
2020 ·
2024
WK's: 1934 · 
1938 · 
1950 · 
1954 · 
1962 · 
1966 · 
1970 · 
1974 · 
1978 · 
1982 · 
1986 · 
1990 · 
1994 · 
1998 · 
2002 · 
2006 · 
2010 · 
2014
OS: 1912 · 
1920 · 
1924 · 
1928 · 
1936 · 
1948 · 
1952 · 
1960 · 
1984 · 
1988 · 
1992 · 
1996 · 
2000 · 
2004 · 
2008
1911 · 
1912 · 
1913 · 
1914 · 
1915 · 
1916 · 1917 · 1918 · 1919 · 
1920 · 
1921 · 
1922 · 
1923 · 
1924 · 
1925 · 
1926 · 
1927 · 
1928 · 
1929 · 
1930 · 
1931 · 
1932 · 
1933 · 
1934 · 
1935 · 
1936 · 
1937 · 
1938 · 
1939 · 
1940 · 
1941 · 
1942 · 
1943 · 1944 · 
1945 · 
1946 · 
1947 · 
1948 · 
1949 · 
1950 · 
1952 · 
1952 · 
1953 · 
1954 · 
1955 · 
1956 · 
1957 · 
1958 · 
1959 · 
1960 · 
1961 · 
1962 · 
1963 · 
1964 · 
1965 · 
1966 · 
1967 · 
1968 · 
1969 · 
1970 · 
1971 · 
1972 · 
1973 · 
1974 · 
1975 · 
1976 · 
1977 · 
1978 · 
1979 · 
1980 · 
1981 · 
1982 · 
1983 · 
1984 · 
1985 · 
1986 · 
1987 · 
1988 · 
1989 · 
1990 ·
1991 · 
1992 · 
1993 · 
1994 · 
1995 · 
1996 · 
1997 · 
1998 · 
1999 · 
2000 · 
2001 · 
2002 · 
2003 · 
2004 · 
2005 · 
2006 · 
2007 · 
2008 · 
2009 · 
2010 · 
2011 · 
2012 · 
2013 · 
2014 · 
2015 · 
2016 · 
2017 ·
2018 ·
2019 ·
2020 ·
2021 ·
2022 ·
2023 ·
2024
Albanië ·
Algerije ·
Argentinië ·
Armenië ·
Australië ·
Azerbeidzjan ·
België ·
Bosnië en Herzegovina ·
Brazilië ·
Bulgarije ·
Canada ·
Chili ·
China ·
Costa Rica ·
Cyprus ·
DDR ·
Denemarken ·
Duitsland ·
Ecuador ·
Egypte ·
Engeland ·
Estland ·
Faeröer ·
Finland ·
Frankrijk ·
Georgië ·
Ghana ·
Griekenland ·
Haïti ·
Hongarije ·
Ierland ·
IJsland ·
Israël ·
Ivoorkust ·
Japan ·
Joegoslavië ·
Kameroen ·
Kroatië ·
Liechtenstein · 
Litouwen ·
Luxemburg ·
Malta ·
Marokko ·
Mexico ·
Moldavië ·
Montenegro ·
Nederland ·
Nieuw-Zeeland ·
Nigeria ·
Noord-Ierland ·
Noord-Korea ·
Noord-Macedonië ·
Noorwegen ·
Oekraïne ·
Oostenrijk ·
Paraguay ·
Peru ·
Polen ·
Portugal ·
Roemenië ·
Rusland ·
San Marino ·
Saoedi-Arabië ·
Schotland ·
Servië ·
Servië en Montenegro ·
Slovenië ·
Slowakije ·
Sovjet-Unie ·
Spanje ·
Tsjechië ·
Tsjecho-Slowakije ·
Tunesië ·
Turkije ·
Uruguay ·
Venezuela ·
Verenigde Staten ·
Wales ·
Wit-Rusland ·
Zuid-Afrika ·
Zuid-Korea ·
Zweden ·
Zwitserland
Argentinië (1982) · 
Australië (2006) · 
België (2016) · 
België (2021) · 
Brazilië (1970) · 
Brazilië (1982) · 
Brazilië (1994) · 
Costa Rica (2014) · 
Duitsland (2006) · 
Duitsland (2012) · 
Engeland (2012) ·
Engeland (2014) ·
Engeland (2021) ·
Frankrijk (2000) · 
Frankrijk (2006) · 
Frankrijk (2008) · 
Ghana (2006) · 
Hongarije (1938) · 
Ierland (2012) · 
Joegoslavië (1968) · 
Kameroen (1982) · 
Kroatië (2012) · 
Nederland (2008) · 
Nieuw-Zeeland (2010) · 
Oekraïne (2006) · 
Oostenrijk (2021) · 
Paraguay (2010) · 
Peru (1982) · 
Polen (1982, 1) · 
Polen (1982, 2) · 
Roemenië (2008) · 
Spanje (2008) ·
Spanje (2012, 1) ·
Spanje (2012, 2) ·
Spanje (2016) ·
Spanje (2021) ·
Tsjechië (2006) · 
Turkije (2021) · 
Uruguay (2014) · 
Verenigde Staten (2006) · 
Wales (2021) · 
West-Duitsland (1982) · 
Zweden (2016) · 
Zwitserland (2021)